# Orchestia grillus
Orchestia grillus is een vlokreeftensoort uit de familie van de Talitridae. De wetenschappelijke naam van de soort is voor het eerst geldig gepubliceerd in 1802 door Bosc.